# ديف كلارك (دي جي النادي)
ديف كلارك (بالإنجليزية: Dave Clarke)‏ (و. 1968  م) هو دي جي النادي، ودي جي، ومقدم برامج إذاعية، ومنتج أسطوانات، وملحن بريطاني، ولد في برايتون.

## روابط خارجية
- ديف كلارك على موقع ميوزك برينز (الإنجليزية)
- ديف كلارك على موقع أول ميوزيك (الإنجليزية)
- ديف كلارك على موقع ديسكوغز (الإنجليزية)